# دانشگاه بین‌المللی امام رضا
دانشگاه بین‌المللی امام رضا در خراسان، با هدف دستیابی به مرجعیت علمی در جهان اسلام و تربیت نیروی انسانی همتراز انقلاب اسلامی، پس از اخذ مجوز از شورای عالی انقلاب فرهنگی در سال ۱۳۷۳، در سال ۱۳۷۸ فعالیت خود را به‌طور رسمی آغاز کرد.

## تاریخچه
این دانشگاه در سال ۱۳۷۸ فعالیت خود را به‌طور رسمی آغاز کرد وطی بیش از دو دهه فعالیت علمی و آموزشی، با ایجاد فضایی علمی، فرهنگی و تربیتی با کسب رتبهٔ سطح یک در میان دانشگاه‌های غیردولتی و فعال در عرصه بین‌المللی، توانسته به یک دانشگاه پیشرو و مرکزی برای پرورش استعدادهای جوانان مؤمن، متخصص و انقلابی تبدیل شود.
بهره‌مندی از دو فضای آموزشی مستقل خواهران و برادران در مساحتی بالغ بر ۴۳۰۰۰ متر مربع؛ پذیرش دانشجو در بیش از ۶۰ رشته دانشگاهی در مقاطع کارشناسی، کارشناسی ارشد و دکتری؛ جذب ۷۰ عضو هیئت علمی و بهره‌گیری از تخصص ۵۰۰ استاد برجسته از سراسر کشور، این دانشگاه را به یکی از بزرگ‌ترین و مجهزترین دانشگاه‌های غیردولتی کشور تبدیل کرده است.

## ساختار
ارکان دانشگاه عبارتند از:
- مؤسس
- هیئت امناء
- رئیس دانشگاه
- شورای دانشگاه

رئیس دانشگاه توسط هیئت امناء به وزارت علوم تحقیقات و فناوری پیشنهاد و پس از تأیید وزارت از طرف مؤسس به این مقام منصوب می‌گردد.

## دانشکده‌ها
دانشکده علوم انسانی
دانشکده فنی و مهندسی
دانشکده تربیت بدنی و علوم ورزشی
دانشکده علوم اداری
دانشکده معماری و شهرسازی
دانشکده علوم تربیتی و روان‌شناسی

## رشته‌های تحصیلی
رشته‌های مقطع کارشناسی:
- علوم ورزشی
- حسابداری
- حقوق
- مدیریت بازرگانی
- مدیریت مالی
- مدیریت بیمه
- مترجمی زبان انگلیسی
- آموزش زبان انگلیسی
- روان‌شناسی
- علوم تربیتی
- مشاوره
- مهندسی برق
- مهندسی کامپیوتر
- مهندسی پزشکی
- علم اطلاعات و دانش‌شناسی

رشته‌های مقطع کارشناسی ارشد پیوسته:
- معارف اسلامی و ارشاد- گرایش علوم قرآن و حدیث
- معارف اسلامی و ارشاد- گرایش فقه و مبانی حقوق اسلامی

رشته‌های مقطع کارشناسی ارشد:
- آسیب‌شناسی ورزشی و تمرینات اصلاحی -تمرینات اصلاحی
- مدیریت ورزشی گرایش مدیریت رویدادها و گردشگری ورزشی
- روان‌شناسی ورزشی
- حقوق خصوصی
- حقوق ثبت اسناد و املاک
- مدیریت کسب و کار- مالی
- مدیریت بازرگانی- بازاریابی
- مدیریت بازرگانی- مدیریت استراتژیک
- مدیریت اماکن متبرکه مذهبی
- مهندسی معماری اسلامی
- طراحی شهری
- برنامه‌ریزی شهری
- آموزش زبان فارسی به غیرفارسی زبانان
- مترجمی زبان انگلیسی
- آموزش زبان انگلیسی
- زبان و ادبیات فارسی- ادبیات کودک و نوجوان
- نهج البلاغه- اجتماعی سیاسی و حقوق عمومی
- ارتباطات- حج و زیارت
- روان‌شناسی عمومی
- مهندسی برق- مدارهای مجتمع الکترونیک
- مهندسی برق- مخابرات سیستم
- مهندسی مکاترونیک
- مهندسی کامپیوتر- معماری سیستم‌های کامپیوتری
- مهندسی کامپیوتر- نرم‌افزار
- مهندسی کامپیوتر- مدیریت سیستم‌های اطلاعاتی
- مهندسی کامپیوتر- رایانش امن
- مهندسی کامپیوتر- هوش مصنوعی و رباتیکز
- مهندسی پزشکی- بیوالکترونیک

## امکانات و خدمات
- اتصال به شبکهٔ اینترنت ملی از طریق فیبر نوری و دسترسی رایگان دانشجویان به اینترنت.
- تجهیز سایت‌های رایانه عمومی
- تجهیز سالن کنفرانس به سیستم‌های سمعی و بصری
- تجهیز کلاس‌های آموزشی به سیستم ویدیو پروژکتور، رایانه و اینترنت
- آزمایشگاه‌های مجهز شبکه و ریزپردازنده، امنیت شبکه، فیزیک، فیزیولوژی و سیستم‌های ریزپردازندهٔ
- کتابخانه و سالن مطالعه

امکانات اقامتی
ـ خوابگاه دانشجویی خواهران با امکانات مناسب در نزدیکی پردیس خواهران (رضوان) با قابلیت پذیرش ۳۰۰ دانشجو.
ـ خوابگاه دانشجویی برادران با ظرفیت ۷۰ نفر ویژهٔ دانشجویان بین‌الملل.
ـ فضای سبز، آب‌نما، آلاچیق، تریا و… به‌منظور توسعهٔ رفاه، شادابی و نشاط دانشجویان.
ـ سرویس ایاب و ذهاب خوابگاه ویژه دانشجویان.
ـ مهمانسرای استادان مهمان.
ـ سلف سرویس دانشجویی و مرکز رفاهی دانشگاه با قابلیت برگزاری مراسم با ظرفیت ۱۲۰۰ نفر.
امکان استفادهٔ دانشجویان خانم از مهدکودک پردیس رضوان برای نگهداری کودکان.
امکانات رفاهی و حمایتی:
امکان دریافت وام شهریه از صندوق رفاه دانشجویی وزارت علوم، تحقیقات و فناوری.
اختصاص کمک هزینه و وام قرض الحسنه ازدواج و عتبات عالیات دانشجویی ویژهٔ دانشجویان دانشگاه بین‌المللی امام رض (ع)
امکان استفاده از تسهیلات مجتمع تربیت بدنی و کتابخانهٔ آستان قدس رضوی.
سالن‌های ورزشی، همایش و کنفرانس دانشگاه مجهز به سیستم‌های صوتی و تصویری پیشرفته.

## افتخارات
* احراز رتبه سطح یک در رتبه‌بندی دانشگاه‌های غیردولتی از سوی وزرات علوم، تحقیقات و فناوری
* کسب رتبه برتر در میان دانشگاه‌های غیردولتی کشور بر اساس رتبه‌بندی مرجع دانش ایران (CIVILICA)
* حضور در بین دانشگاه‌های برتر جهان در سیستم رتبه‌بندی RUR
* قرار گرفتن اعضای هیئت علمی دانشگاه بین‌المللی امام رضا (علیه اسلام) در فهرست ۲ درصد دانشمندان برتر جهان
* اخذ مجوز چهار مجله علمی- پژوهشی از وزارت فرهنگ و ارشاد اسلامی
* کسب رتبه‌های تک رقمی در مرحله نهایی المپیادهای علمی- دانشجویی کشور
* کسب عناوین متعدد پژوهشگر برتر استان توسط اعضای هیئت علمی دانشگاه
* چاپ مقالات علمی در نشریات معتبر داخلی و بین‌المللی (همچون نیچر، الزیور و …) توسط اعضای هیئت علمی و دانشجویان
* تألیف و ترجمه کتب توسط اعضای هیئت علمی و چاپ در انتشارات معتبر داخلی و خارجی
* اجرای طرح‌های پژوهشی برون دانشگاهی با هدف رفع نیازهای کشور
* ثبت اختراع‌های متعدد در حوزه‌های؛ علوم ورزشی و فناوری‌های سلامت
* اجرای طرح تحول دانشگاهی با محوریت اندیشمندان صنعتی
* امکان حضور دانشجویان در صنایع آستان قدس رضوی از طریق «فرایند کار در عرصه»
* همکاری اساتید برجسته ملی و بین‌المللی در قالب طرح «خادمیار علمی» در حوزه‌های آموزشی، پژوهشی و هدایت پایان‌نامه‌های تحصیلات تکمیلی
* کسب مقام‌های برتر کشوری در جشنواره سراسری قرآن و عترت دانشجویان دانشگاه‌ها و مؤسسات آموزش عالی سراسر کشور
* کسب رتبه برگزیده بخش مسابقات علمی در جشنواره بین‌المللی «حرکت» معاونت فرهنگی و اجتماعی وزارت علوم، تحقیقات و فناوری
* برگزاری همایش‌های ملی و بین‌المللی از جمله؛ «همایش بین‌المللی اوقات فراغت»، «همایش بین‌المللی تربیت دینی در ادیان ابراهیمی»، «همایش بین‌المللی امام رضا (علیه السلام) و علوم روز» و …